# Nitraria tridentata
Nitraria tridentata är en harmelbuskväxtart som beskrevs av René Louiche Desfontaines. Nitraria tridentata ingår i släktet Nitraria och familjen harmelbuskväxter. Inga underarter finns listade i Catalogue of Life.